# Boston Red Sox
Boston Red Sox je američka profesionalna bejzbolska momčad sa sjedištem u Bostonu, Massachusettsu koja se natječe u Major League Baseballu (MLB-u). Članovi su istočne divizije American Leaguea (AL-a). Red Soxi su osvojili 8 naslova World Seriesa, od 12 pojavljivanja. Osnovana 1901. kao jedan od osam AL-ovih franšiza, igralište Red Soxa je Fenway Park od 1912. godine. Ime "Red Sox" (en. Crvene čarape) je izabrao vlasnik momčadi, John I. Taylor, oko 1908., slijedeći vodstvo prijašnjih momčadi koje su bile poznate kao "Boston Red Stockings", uključujući i preteču Atlanta Bravesa.
Boston je bila dominantna momčad u novoj ligi, pobijedivši Pittsburgh Piratese u prvom World Seriesu 1903. i osvojivši još četiri naslova do 1918. Međutim, nakon toga su zašli u jedno od najduljih suša po pitanju prvenstava u povijesti bejzbola koju neki nazivaju "Kletva Bambina", zbog navodnog početka Red Soxove prodaje Babea Rutha svojem suparniku, New York Yankeesu, dvije godine nakon osvajanja prvenstva 1918., 86-ogodišnje čekanje prije njihovog šestog Svjetskog prvenstva 2004. godine. Povijest momčadi za vrijeme tog perioda je isprekidana s jednim od najznamenitijih trenutaka u povijesti World Seriesa, među kojima su Enosovo Slaughterovo osvajanje boda 1946., zbog propusta shortstopa Johnnyja Peskyja; otimanje naslova AL-a Detroit Tigersima i Minnesota Twinsima u samo jednoj utakmici 1967., također zvano "Nemogući san"; optrčavanje Carltona Fiska 1975. te pogreška Billa Bucknera 1986. godine. Osvojivši naslov World Seriesa 2013., postali su prva momčad koja je osvojila tri naslova World Seriesa u 21. stoljeću, uključujući naslove 2004. i 2007. godine. Povijest Red Soxa je također označeno rivalstvom s New York Yankeesima, nedvojbeno najžešće u povijesti sjeverno-američkog profesionalnog sporta.
Boston Red Soxi su pod vlasništvom Fenway Sports Groupa koji je također vlasnik Liverpool F.C.-a, kluba Premier lige u Engleskoj. Red Soxi su dosljedno jedan od najposjećenijih klubova na gostovanjima, dok ih malen kapacitet Fenway Parka sprječava da budu među najposjećenijima uopće. Od 15. svibnja 2003. sve do 10. travnja 2013., Red Soxi su rasprodali sve ulaznice za domaće utakmice - ukupno 820 (794 za vrijeme sezone), rekord u profesionalnom sportu.

## Uspjesi

### Finale World Seriesa
Red Soxi su osvojili 8 naslova World Seriesa. Najnoviji je osvojen 2013., pod vodstvom trenera Johna Farrella, kad su pobijedili St. Louis Cardinalse u šest utakmica.
| Sezona                                  | Trener                                  | Protivnik                               | Rezultat                                | Rekord |
| --------------------------------------- | --------------------------------------- | --------------------------------------- | --------------------------------------- | ------ |
| 1903.                                   | Jimmy Collins                           | Pittsburgh Pirates                      | 5–3                                     | 91–47  |
| 1912.                                   | Jake Stahl                              | New York Giants                         | 4–3                                     | 105–47 |
| 1915.                                   | Bill Carrigan                           | Philadelphia Phillies                   | 4–1                                     | 101–50 |
| 1916.                                   | Bill Carrigan                           | Brooklyn Robins                         | 4–0                                     | 91–63  |
| 1918.                                   | Ed Barrow                               | Chicago Cubs                            | 4–2                                     | 75–51  |
| 2004.                                   | Terry Francona                          | St. Louis Cardinals                     | 4–0                                     | 98–64  |
| 2007.                                   | Terry Francona                          | Colorado Rockies                        | 4–0                                     | 96–66  |
| 2013.                                   | John Farrell                            | St. Louis Cardinals                     | 4–2                                     | 97–65  |
| Ukupno osvojenih naslova World Seriesa: | Ukupno osvojenih naslova World Seriesa: | Ukupno osvojenih naslova World Seriesa: | Ukupno osvojenih naslova World Seriesa: | 8      |

### Prvaci AL-a
| 2013. 1967. 1912. | 2007. 1946. 1904. | 2004. 1918. 1903. | 1986. 1916. | 1975. 1915. |

### Prvaci Istočne divizije AL-a
| 2013. 1986. | 2007. 1975. | 1995. | 1990. | 1988. |

## Umirovljeni brojevi
Red Soxi imaju dva službena uvjeta za igrača da se njegov broj umirovi:
1. Izbor za Dvoranu slavnih nacionalnog bejzbola
2. Najmanje 10 godina igrao za Red Soxe[7]

| Broj | Ime igrača       | Pozicija                       | Umirovljen        |
| ---- | ---------------- | ------------------------------ | ----------------- |
|      | Ted Williams     | LF                             | 29. svibnja 1984. |
|      | Joe Cronin       | SS, trener, opći upravitelj    | 29. svibnja 1984. |
|      | Bobby Doerr      | 2B, pomoćni trener             | 21. svibnja 1988. |
|      | Carl Yastrzemski | LF, 1B, DH                     | 6. kolovoza 1989. |
|      | Carlton Fisk     | C                              | 4. rujna 2000.    |
|      | Johnny Pesky     | SS, 3B, trener, pomoćni trener | 23. rujna 2008.   |
|      | Jim Rice         | LF, DH, pomoćni trener         | 28. srpnja 2009.  |

| Broj | Ime igrača      | Počašćen                       |
| ---- | --------------- | ------------------------------ |
|      | Jackie Robinson | Širom MLB-a, 15. travnja 1997. |

## Članovi Dvorane slavnih
| Boston Red Soxovi članovi Dvorane slavnih                    |                                                                                               |                                                                                           |                                                                                                   |                                                                                  |                                                                                          |  |
| Članstvo prema Dvorani slavnih i muzeju nacionalnog bejzbola |                                                                                               |                                                                                           |                                                                                                   |                                                                                  |                                                                                          |  |
|                                                              |                                                                                               |                                                                                           |                                                                                                   |                                                                                  |                                                                                          |  |
|                                                              | Luis Aparicio Wade Boggs Lou Boudreau Jesse Burkett Orlando Cepeda Jack Chesbro Jimmy Collins | Joe Cronin Bobby Doerr Dennis Eckersley Rick Ferrell Carlton Fisk Jimmie Foxx Lefty Grove | Rickey Henderson Harry Hooper Waite Hoyt Ferguson Jenkins George Kell Heinie Manush Juan Marichal | Pedro Martínez Herb Pennock Tony Pérez Jim Rice Red Ruffing Babe Ruth Tom Seaver | Al Simmons John Smoltz Tris Speaker Dick Williams Ted Williams Carl Yastrzemski Cy Young |  |
|                                                              |                                                                                               |                                                                                           |                                                                                                   |                                                                                  |                                                                                          |  |

## Vanjske poveznice
- [neaktivna poveznica]
- Boston Red Sox  Arhivirana inačica izvorne stranice od 26. siječnja 2007. (Wayback Machine) na MLB.com
- Klupski indeks, razvrstan po godinama